# CIM-10 Capítol VIII: Malalties de l'oïda i de l'apòfisi mastoide
| Capítol | Codis   | Títol |
| ------- | ------- | --- |
| I       | A00-B99 | Certes malalties infeccioses i parasitàries                                                                  |
| II      | C00-D48 | Neoplàsies                                                                                                   |
| III     | D50-D89 | Malalties de la sang i dels òrgans hematopoètics i altres trastorns que afecten el mecanisme de la immunitat |
| IV      | E00-E90 | Malalties endocrines, nutricionals i metabòliques                                                            |
| V       | F00-F99 | Trastorns mentals i del comportament                                                                         |
| VI      | G00-G99 | Malalties del sistema nerviós                                                                                |
| VII     | H00-H59 | Malalties de l'ull i els seus annexos                                                                        |
| VIII    | H60-H95 | Malalties de l'oïda i de l'apòfisi mastoide                                                                  |
| IX      | I00-I99 | Malalties del sistema circulatori                                                                            |
| X       | J00-J99 | Malalties del sistema respiratori                                                                            |
| XI      | K00-K93 | Malalties de l'aparell digestiu                                                                              |
| XII     | L00-L99 | Malalties de la pell i el teixit subcutani                                                                   |
| XIII    | M00-M99 | Malalties del sistema osteomuscular i del teixit connectiu                                                   |
| XIV     | N00-N99 | Malalties de l'aparell genitourinari                                                                         |
| XV      | O00-O99 | Embaràs, part i puerperi                                                                                     |
| XVI     | P00-P96 | Certes afeccions originades en el període perinatal                                                          |
| XVII    | Q00-Q99 | Malformacions congènites, deformitats i anomalies cromosòmiques                                              |
| XVIII   | R00-R99 | Símptomes, signes i troballes anormals clíniques i de laboratori, no classificats en un altre lloc           |
| XIX     | S00-T98 | Traumatismes, enverinaments i algunes altres conseqüències de causa externa                                  |
| XX      | V01-Y98 | Causes externes de morbiditat i de mortalitat                                                                |
| XXI     | Z00-Z99 | Factors que influeixen en l'estat de salut i contacte amb els serveis de salut                               |
| XXII    | O00-U99 | Codis per a situacions especials                                                                             |

La 10a Revisió de la Classificació Estadística Internacional de les Malalties i Problemes de Salut Relacionats (CIM-10) és una codificació de malalties, trastorns, signes, símptomes, troballes anormals, denúncies, circumstàncies socials i causes externes de lesions o malalties, segons la classificació de l'Organització Mundial de la Salut (OMS). Aquesta pàgina conté la llista de problemes del capítol VIII de la CIM-10: Malalties de l'oïda i de l'apòfisi mastoide. 
- Sols apareixen els problemes codificats amb la lletra del capítol i dos dígits (per exemple A00), amb tres dígits (separada l'últim dígit per un punt, per exemple A04.0), i rarament amb quatre dígits.
- S'han exclòs els problemes de més de dos dígits que fan referència a "altres" problemes especificats (però no definits) o a problemes no especificats; aquests dos casos corresponen, respectivament, als dígits finals 8 i 9.
- També s'han exclòs els problemes de més de dos dígits que no aporten problemes de salut "diferents" dels de l'enunciat principal i que sols modifiquen "qualitativament" el problema de salut al qual fan referència. Per exemple: A00 és el codi pel còlera, però no s'han presentat els codis A00.1 i A00.2 que diferencien el còlera segons dos tipus de bacteri que el provoquen.

## H60-H62 - Malalties de l'orella externa
- (H60) Otitis externa
- (H61) Altres trastorns de l'orella externa
  - (H61.0) Pericondritis de l'orella externa
  - (H61.1) Trastorns no infecciosos del pavelló de l'orella
  - (H61.2) Cerumen impactat
  - (H61.3) Estenosi adquirida del conducte auditiu extern
- (H62) Trastorns de l'orella externa en malalties classificades en un altre lloc

## H65-H75 - Malalties de l'orella mitjana i l'apòfisi mastoide
- (H65) Otitis mitjana no supurativa
- (H66) Otitis mitjana supurativa i no especificada
- (H67) Otitis mitjana en malalties classificades en un altre lloc
- (H68) Salpingitis i obstrucció de la trompa d'Eustaqui
- (H69) Altres trastorns de la trompa d'Eustaqui
  - (H69.0) Distensió de la trompa d'Eustaqui
- (H70) Mastoïditis i afeccions relacionades
- (H71) Colesteatoma de l'orella mitjana
- (H72) Perforació de la membrana timpànica
- (H73) Altres trastorns de la membrana timpànica
  - (H73.0) Miringitis aguda
  - (H73.1) Miringitis crònica
- (H74) Altres trastorns de l'orella mitjana i l'apòfisi mastoide
  - (H74.0) Timpanosclerosi
  - (H74.1) Malaltia adhesiva de l'orella mitjana
  - (H74.2) Discontinuïtat i luxació dels ossicles de l'orella
  - (H74.3) Altres anomalies adquirides dels ossicles de l'orella
  - (H74.4) Pòlip de l'orella mitjana
- (H75) Altres trastorns de l'orella mitjana i l'apòfisi mastoide en malalties classificades en un altre lloc

## H80-H83 - Malalties de l'orella interna
- (H80) Otosclerosi
- (H81) Trastorns de la funció vestibular
  - (H81.0) Malaltia de Ménière
  - (H81.1) Vertigen paroxismal benigne
  - (H81.2) Neuronitis vestibular
  - (H81.3) Altres vertígens perifèrics
  - (H81.4) Vertigen d'origen central
- (H82) Síndromes vertiginoses en malalties classificades en un altre lloc
- (H83) Altres malalties de l'orella interna
  - (H83.0) Labirintitis
  - (H83.1) Fístula laberíntica
  - (H83.2) Disfunció laberíntica
  - (H83.3) Efectes del soroll en l'orella interna

## H90-H95 - Altres trastorns de l'orella
- (H90) Hipoacúsia conductiva i neurosensorial
- (H91) Altres hipoacúsies
- (H92) Otàlgia i vessament de l'orella
  - (H92.0) Otàlgia
  - (H92.1) Otorrea
  - (H92.2) Otorràgia
- (H93) Altres trastorns de l'orella no classificats a cap altre lloc
  - (H93.0) Trastorns de l'orella degeneratius i vasculars
  - (H93.1) Tinnitus [acúfens]
  - (H93.2) Altres percepcions auditives anòmales
  - (H93.3) Trastorns del nervi auditiu
- (H94) Altres trastorns de l'orella en malalties classificades en un altre lloc
- (H95) Trastorns posteriors a un procediment de l'orella i l'apòfisi mastoide no classificats a cap altre lloc